# Manisa FK
Ne doit pas être confondu avec Manisaspor.
Maillots
Le Manisa Futbol Kulübü, plus communément appelé Manisa FK, est un club de football turc fondé en 1994 et basé à Manisa. Le club joue ses matchs à domicile au Stade du 19-Mai de Manisa.

## Histoire
Le club est fondé en 1994 sous le nom de Manisa Belediyespor. En 2014, le club est renommé Manisa Büyükşehir Belediyespor, puis Manisa Futbol Kulübü en 2019.
En 1998, le club est promu en première division de Ligue Amateur après avoir été champion de seconde division. En 2015, le club est sacré champion de cinquième division. En 2018, le club est sacré champion de quatrième division. En 2021, le club est promu pour la première fois de son histoire en deuxième division, après avoir passé la saison sans défaite en championnat.
Avant de jouer à domicile au Stade du 19-Mai de Manisa, le Manisa FK évoluait au Stade Mümin-Özkasap.

### Dates clés
- 1994 : fondation du club sous le nom de Manisa Belediyespor
- 2014 : fondation du club sous le nom de Manisa Büyükşehir Belediyespor
- 2019 : changement de nom en Manisa Futbol Kulübü

## Palmarès
| \| - Championnat de Turquie de troisième division (1) : - Champion : 2020-21. - Championnat de Turquie de quatrième division (1) : - Champion : 2017-18. \| \| - Championnat de Turquie de cinquième division (1) : - Champion : 2014-15. \| |  |                                                                            |
| - Championnat de Turquie de troisième division (1) : - Champion : 2020-21. - Championnat de Turquie de quatrième division (1) : - Champion : 2017-18.                                                                                        |  | - Championnat de Turquie de cinquième division (1) : - Champion : 2014-15. |